# Thévalle府邸

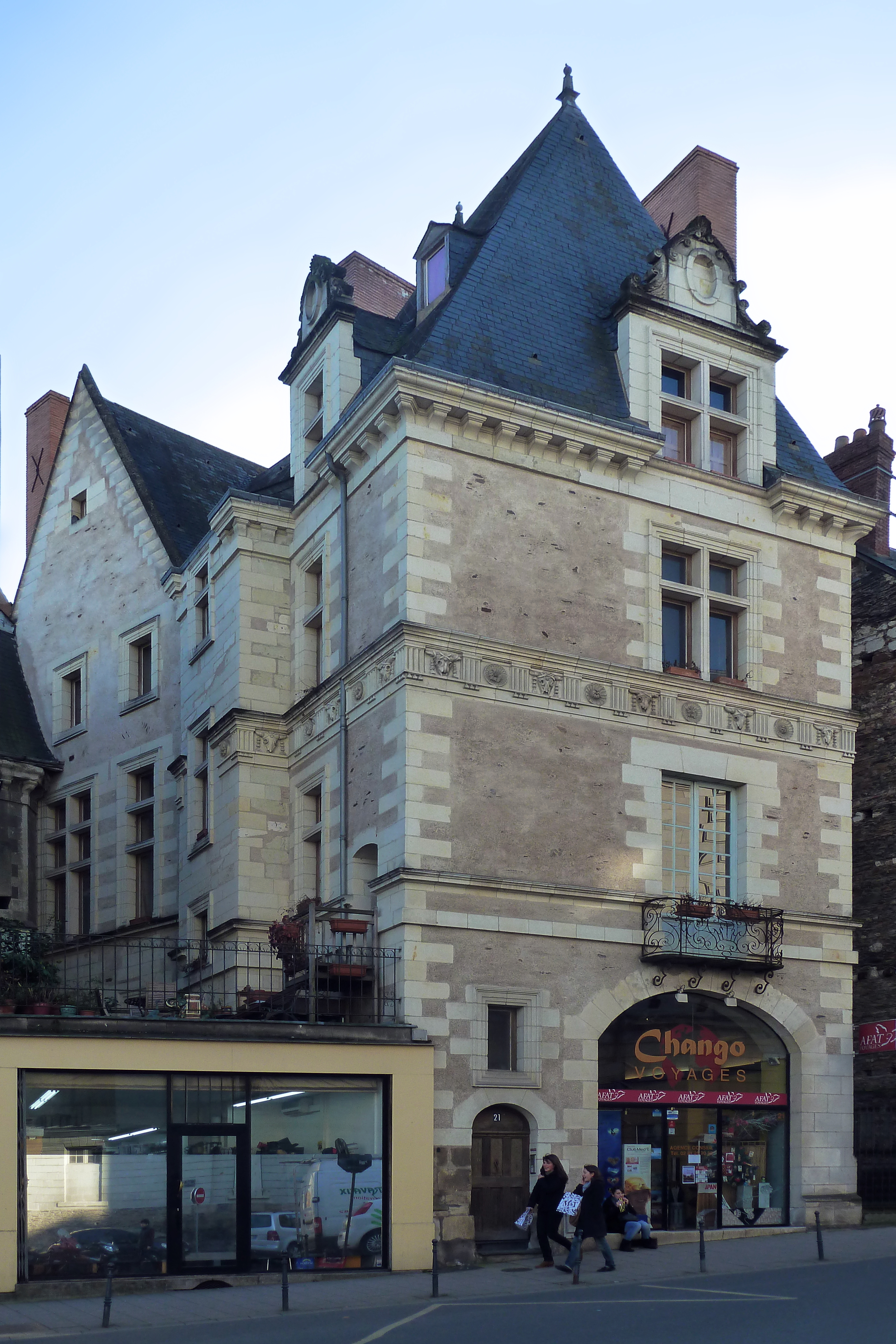

Thévalle府邸（法語：Hôtel de Thévalle）是法国曼恩-卢瓦尔省昂热的一座历史建筑.，建于15-16世纪，建筑师Jean Delespine。